# Kremenik, Gorenja vas-Poljane
Kremenik este o localitate din comuna Gorenja vas - Poljane, Slovenia, cu o populație de 26 de locuitori.